# Overture Films
Overture Films, LLC – amerykańskie przedsiębiorstwo zajmujące się produkcją i dystrybucją filmów, jednostka zależna Starz (wówczas jednostka zależna Liberty Media). Zostało założone w listopadzie 2006 roku przez Chrisa McGurka i Danny’ego Rosetta. Wytwórnia miała swoją siedzibę w mieście Beverly Hills, stanie Kalifornia.
Za pośrednictwem firm stowarzyszonych takich jak Anchor Bay Entertainment, Starz Entertainment Pay Channels, Starz Media i Starz Play, Overture Films udostępnił swoje filmy na całym świecie widzom na wielu platformach za pośrednictwem domowych kanałów wideo, telewizji premium i internetowych kanałów dystrybucji.
Chociaż studio odniosło drobne krytyczne sukcesy z filmami takimi jak Kapitalizm, moja miłość i I wszystko lśni, firma odnotowała słabe zyski ze sprzedaży biletów, a Starz zamknął firmę w 2010 roku, chociaż na początku tego roku krążyły plotki, że zostanie sprzedany. Jej aktywa marketingowe i dystrybucyjne są obecnie obsługiwane przez nieistniejący i zbankrutowany Relativity Media.